# Tropico 6
Tropico 6 è un videogioco di simulazione e gestionale della serie Tropico sviluppato da Limbic Entertainment, pubblicato da Kalypso Media e annunciato all'E3 2017. Originariamente prevista per il 2018, l'uscita di Tropico 6 fu posticipata per Windows, macOS e Linux al 25 gennaio 2019, con una versione su console prevista per l'estate 2019. Tuttavia, l'8 gennaio 2019, l'amministratore delegato di Kalypso, Simon Hellwig, ha annunciato che l'uscita sarebbe stata posticipata al 29 marzo, e premiò coloro che avevano preordinato prima del 10 gennaio con il primo DLC, previsto per l'estate, reso disponibile gratuitamente.

## Modalità di gioco
Come negli altri giochi della serie, il giocatore assume il ruolo di "El Presidente", il leader dell'isola caraibica di Tropico. Analogamente a Tropico 5, ci sono quattro epoche: l'era coloniale, l'era delle guerre mondiali, l'era della guerra fredda e l'era moderna. A differenza dei precedenti giochi della serie, dove Tropico consisteva in una sola isola, Tropico 6 consente ai giocatori di costruire su un arcipelago di isole minori, collegandolo con ponti (nell'era delle guerre mondiali e successive) dall'isola di partenza alle altre isole dell'arcipelago. Secondo il content designer di alto livello Johannes Pfeiffer, Tropico 6 avrà cittadini "completamente simulati", le azioni del governo di El Presidente nei confronti della cittadinanza potrebbero avere un effetto sulla produttività, e potrebbero anche portare a una rivolta. Oltre a personalizzare il proprio El Presidente (maschio o femmina), i giocatori possono anche personalizzare il palazzo presidenziale.